# Lobotomija
Lobotomija je procedura kojom se pacijentu na krajnje invazivan način (specijalnim iglama) uklanja prednji deo mozga, koji je zadužen za ponašanje i koji definiše ličnost kod čoveka. Lobotomija se mnogo češće primenjivala ranije, kada nije bilo trenutno poznatih lekova za duševne bolesti. Procenjuje se da se čak i danas u nekim delovima sveta sprovode lobotomije, ali su njihova praktikovanja toliko kritikovana da se istinitost prethodnog navoda dovodi u pitanje.Lobotomijom su tretirani samo najagresivniji pacijenti, oni koji se ni na koji drugi način nisu mogli kontrolisati.

## Dodatna literatura
- Acharya, Hernish J. (2004). The Rise and Fall of Frontal Leucotomy. In Whitelaw, W.A. The Proceedings of the 13th Annual History of Medicine Days. Calgary:, pp. 32-41.
- Berrios, G.E. (1997). „The Origins of Psychosurgery: Shaw, Burckhardt and Moniz”. History of Psychiatry. 8 (1): 61—81. PMID 11619209. doi:10.1177/0957154X9700802905.
- Braslow, Joel (1997). Mental Ills and Bodily Cures: Psychiatric Treatment in the First Half of the Twentieth Century. University of California. ISBN 9780520205475.
- Brown, Edward M. (2000). „Why Wagner-Jauregg won the Nobel Prize for discovering malaria therapy for General Paresis of the Insane”. History of Psychiatry. 11 (4): 371—382. doi:10.1177/0957154X0001104403..
- Doby, T. (1992). „Cerebral Angiography and Egas Moniz”. American Journal of Roentgenology. 159 (2): 364. PMID 1632357. doi:10.2214/ajr.159.2.1632357.. 359 pp. 364.
- Dully, Howard. (2005). 'My Lobotomy': Howard Dully's Journey. „All Things Considered”. NPR. Retrieved. 2009.-11-28.
- El-Hai, Jack. (2005). The Lobotomist. Wiley. ISBN 9780471232926.
- Fleming, G.W.T.H. (1942). „Some preliminary remarks on prefrontal leucotomy”. Journal of Mental Science. 88 (371): 282—284. doi:10.1192/bjp.88.371.282.:,.
- Fleming, G.W.T.H. and Phillips, D.G. (1949). „Transorbital Leucotomy”. Journal of Mental Science. 95 (398): 197—202. PMID 18114352. doi:10.1192/bjp.95.398.197.:,.
- Freeman, Walter and Watts, James W. (1944). „Psychosurgery: An Evaluation of Two Hundred Cases over Seven Years”. Journal of Mental Science. 90 (379): 532—537. doi:10.1192/bjp.90.379.532.:,.
- Hoenig, J.. Schizophrenia. In Berrios, German and Porter, Roy, ур. (1995). A History of Clinical Psychiatry: The Origin and History of Psychiatric Disorders. Athlone. ISBN 9780485240115.
- Jansson, Bengt (1998-10-29). "Controversial Psychosurgery Resulted in a Nobel Prize". Nobelprize.org. Nobel Web AB: Retrieved 2008-03-30
- Kotowicz, Zbigniew (2005). „Gottlieb Burckhardt and Egas Moniz - Two Beginnings of Psychosugery” (PDF). Gesnerus. 62 (1–2): 77—101. doi:10.1163/22977953-0620102004. Архивирано из оригинала (PDF) 15. 12. 2011. г. (1/2):,.
- Manjila, S., Rengachary, S., Xavier, A. R., Parker, B. and Guthikonda, M. (2008). „Modern psychosurgery before Egas Moniz: a tribute to Gottlieb Burckhardt”. Neurosurgery Focus. 25 (1): 1—4. PMID 18590386. doi:10.3171/FOC/2008/25/7/E9.. 25 (1):,.
- Fink, M. (март 1985). „Autobiography of L. J. Meduna”. Convulsive Therapy. 1 (1): 43—57. PMID 11940805.
- Moniz, Egas (1937). Prefrontal Leucotomy in the Treatment of Mental Disorders. American Psychiatric Pub. стр. 237. ISBN 978-0-89042-275-5.
- Ogren, K.; Sandlund, M. (2005). „Psychosurgery in Sweden 1944-1964”. Journal of the History of the Neurosciences. 14 (4): 353—367. PMID 16338693. S2CID 24957202. doi:10.1080/096470490897692.
- Porter, Roy (1999). The Greatest Benefit to Mankind: A Medical History of Humanity from Antiquity to the Present. Fontana Press. ISBN 9780006374541.
- Приказ МЗ (1951). Невропатология и психиатрия. (20). 1  17—18.
- Shorter, Edward (1997). A History of Psychiatry: From the Era of the Asylum to the Age of Prozac. Wiley. ISBN 9780471245315.
- Stone, James L. (2001). „Gottlieb Burckhardt - The Pioneer of Psychosurgery”. Journal of the History of the Neurosciences. 10 (1): 79—92. PMID 11446267. doi:10.1076/jhin.10.1.79.5634.
- Wiener, Norbert (1948). Cybernetics. The MIT Press. ISBN 9780262730099.
- Shutter Island (2010)}-

|  | Molimo Vas, obratite pažnju na važno upozorenje u vezi sa temama iz oblasti medicine (zdravlja). |